# 리처드 커먼
리처드 커먼 시니어(Richard Kirman Sr., 1877년 1월 14일 ~ 1959년 1월 19일)는 미국의 민주당 정치인으로 1935년부터 1939년까지 제17대 네바다주지사를 지냈다.

## 어린 시절
커먼은 네바다주 버지니아시티에서 태어났다. 네바다주의 공립 학교들에서 교육을 받았으며, 캘리포니아주 샌프란시스코에서 링컨 고등학교를 졸업하였다. 1898년 1월 19일 샌프란시스코에서 마벨 진 킹(Mabelle Jean King)과 결혼하였고, 부부는 2명의 자녀(리처드(Richard), 클레어(Claire))를 두었다.

## 경력
네바다주로 돌아온 커먼은 은행에서 근무하기 시작하였다. 커먼은 1899년 네바다주 의원으로 선출되었다. 1902년에는 네바다 대학교의 섭정위원회의 회원으로 임명되어 1904년까지 그 직위에 있었다.
커먼은 리노의 시장으로 선출되었고, 1907년부터 1909년까지 역임하였다. 그는 대공황 동안 성공적으로 리노의 퍼스트 내셔널 은행의 총재를 지냈다. 그는 축산업, 기업과 은행업에서 평생 활동을 계속 하였다.
1934년 민주당 주지사 후보 지명에서 이긴 커먼은 1935년 1월 7일 네바다주지사로 선출되었다. 커먼의 재임 기간 동안 네바다주의 주립 공원 시스템이 만들어졌다. 또한 주의 기획위원회가 구현되었고 후버 댐의 건설이 완성되었다. 1938년 커먼은 재선을 포기하였다.

## 사망
1959년 1월 19일 카슨시티에서 사망하였고, 리노에 있는 마운틴뷰 묘지에 안치되었다.

## 역대 선거 결과
| 선거명      | 직책명        | 대수 | 정당   | 득표율 | 득표수   | 결과 | 당락               |
| ----------- | ------------- | ---- | ------ | ------ | -------- | ---- | ------------------ |
| 1934년 선거 | 네바다 주지사 | 17대 | 민주당 | 53.94% | 23,088표 | 1위  | 네바다 주지사 당선 |